# Nuoto per salvamento
Il nuoto per salvamento è una disciplina sportiva appartenente alle specialità acquatiche patrocinate dalla FIN. 

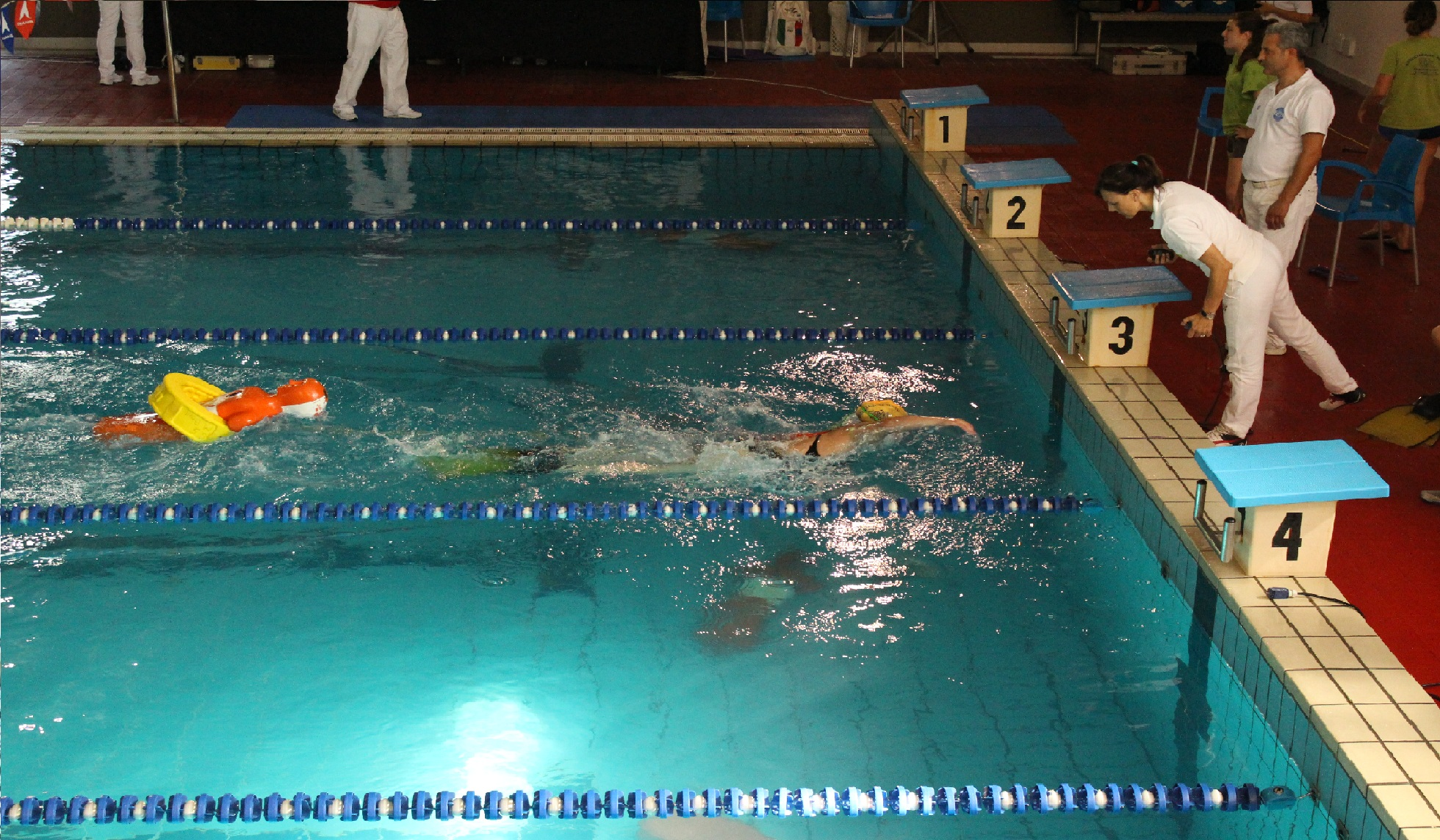
Un'atleta all'arrivo del Superlifesaver con pinne, torpedo e manichino

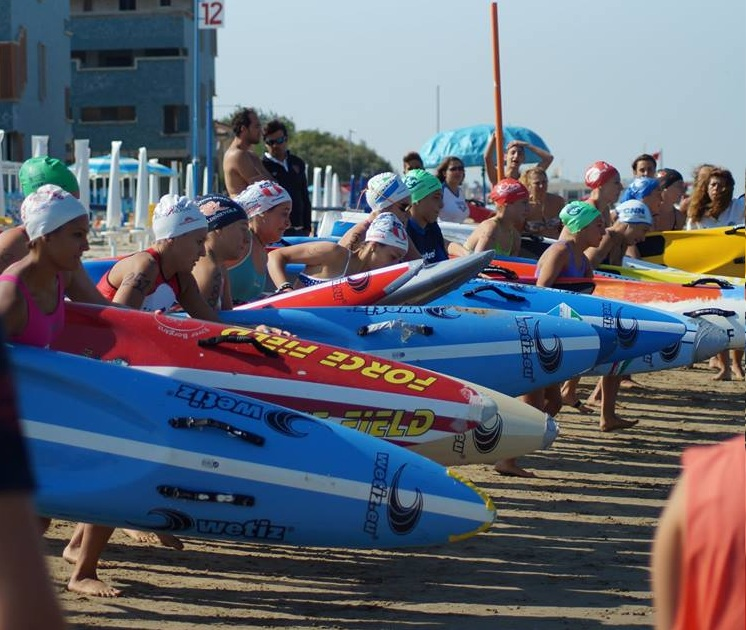
Atlete alla partenza della gara con tavola alle Oceaniche di Riccione

## Finalità
Questa specialità comprende più gare: alcune in piscina, altre sulla spiaggia, nel mare o laghi. L'attività agonistica nazionale e internazionale si articola su prove individuali e/o staffette, il tutto è finalizzato a simulare agonisticamente una situazione più o meno veritiera di salvataggio in acqua. In piscina ci sono 11 tipologie diverse di gara che l'atleta può decidere di fare a sua discrezione anche a seconda della categoria di appartenenza. Secondo il regolamento FIN ci sono diversi tipi di gara. È molto importante che chi vuole fare il bagnino si alleni con la disciplina del salvamento in mare aperto.

## L'Italia
In Europa si prediligono le prove in vasca (nelle quali l'Italia eccelle), ma negli ultimi anni l'Italia sta cercando di uniformarsi agli altri continenti introducendo le prove oceaniche, dominate a livello internazionale da australiani e neozelandesi.

### La storia
Il Salvamento in Italia nasce ufficialmente il 28 settembre 1899 nel palazzo comunale di Ancona grazie alla spinta determinante di Arturo Passerini con il nome di Società Italiana di Salvamento (SIS) "Natatorium" e con lo scopo di "divulgare”, con la pratica del Nuoto, l'addestramento al salvamento e al pronto soccorso degli asfittici e incrementare la costruzione di piscine natatorie.
I padri fondatori di questa nuova e differente disciplina vanno ricercati tra i nuotatori italiani più appassionati che, circa un decennio prima della fondazione, decisero di ampliare i limiti alla loro attività affrontando in tutte le stagioni e su qualsiasi distanza le acque aperte. Per questo motivo vennero chiamati "rari nantes", riprendendo il verso dell'Eneide di Virgilio che ritraeva i pochi superstiti della flotta troiana distrutta dalla tempesta inviata da Giunone, "rari nantes in gurgite vasto" (rari nuotatori -sparsi- nel vasto gorgo). Questo epiteto, dato a quegli i impavidi atleti, divenne storia e da allora nacquero le prime società natatorie italiane che esibivano con orgoglio il nome di “Rari Nantes”, la cui capostipite fu la Rari Nantes Roma, fondata nel 1891. Queste società si diedero come scopo principale la pratica del Nuoto per Salvamento, con l'obiettivo di istituire Scuole per la formazione di questi atleti ed effettuare gare di addestramento in questa disciplina.
La Società Italiana di Salvamento e le sue sezioni (a seguito della Rari Nantes Roma si fondarono le società Rari Nantes ad Ascoli, Palermo, Napoli, Torino, Milano, Viareggio, Castellamare di Stabia, Bari e Pizzo Calabro) si distinsero per un'intensa attività educativa basata sulla didattica degli stili del nuoto, su corsi di salvamento e di pronto soccorso per asfittici: programma di base che fu adottato dalle Forze Armate. Le sue finalità, sia pure con gli ovvi adattamenti temporali, sono perseguite ancora oggi. I corsi terminavano normalmente con delle competizioni (antesignane, quindi, delle gare moderne) e con saggi di abilità natatoria, di salvamento e di primo soccorso.
L'affinità delle attività tra SIS e FIRN (Federazione Italiana Rari Nantes) è iniziata nel settembre 1899 e si è consolidata nel 1930, mediante l'obbligo per la categoria allievi del conseguimento del brevetto di abilità nel salvamento di primo grado decretato dalla nuova Federazione Italiana Nuoto (ex FIRN). Questa unione ha il suo naturale completamento nel 1936 con l'annessione della Società Italiana di Salvamento alla FIN, diventandone la sua Sezione di Salvamento grazie all'intervento del CONI.
Nel 1960 grazie ai risultati ottenuti dalla sezione Salvamento per quanto riguarda l'assistenza e per il movimento sociale creato, le Autorità di governo italiane hanno riconosciuto il brevetto di Assistente Bagnanti marino della FIN Sezione Salvamento quale titolo valido a disimpegnare l'attività di assistente bagnanti di salvataggio nell'ambito degli stabilimenti balneari marini.
In campo internazionale importanti trasformazioni hanno portato nel 1994 alla creazione della ILS (International Life Saving Federation) di cui la FIN Salvamento è tra i soci fondatori. Nel settembre 2004 si sono svolti a Viareggio (Italia) i Campionati Mondiali di Salvamento.
Oggi, molte società di nuoto italiane aggiungono questa disciplina alle loro squadre agonistiche, mentre altre creano una propria squadra differenziata all'altra. Questa disciplina attualmente fa parte della F.I.N.. Non è riconosciuta come uno sport olimpico.

## Tecniche di trasporto del manichino

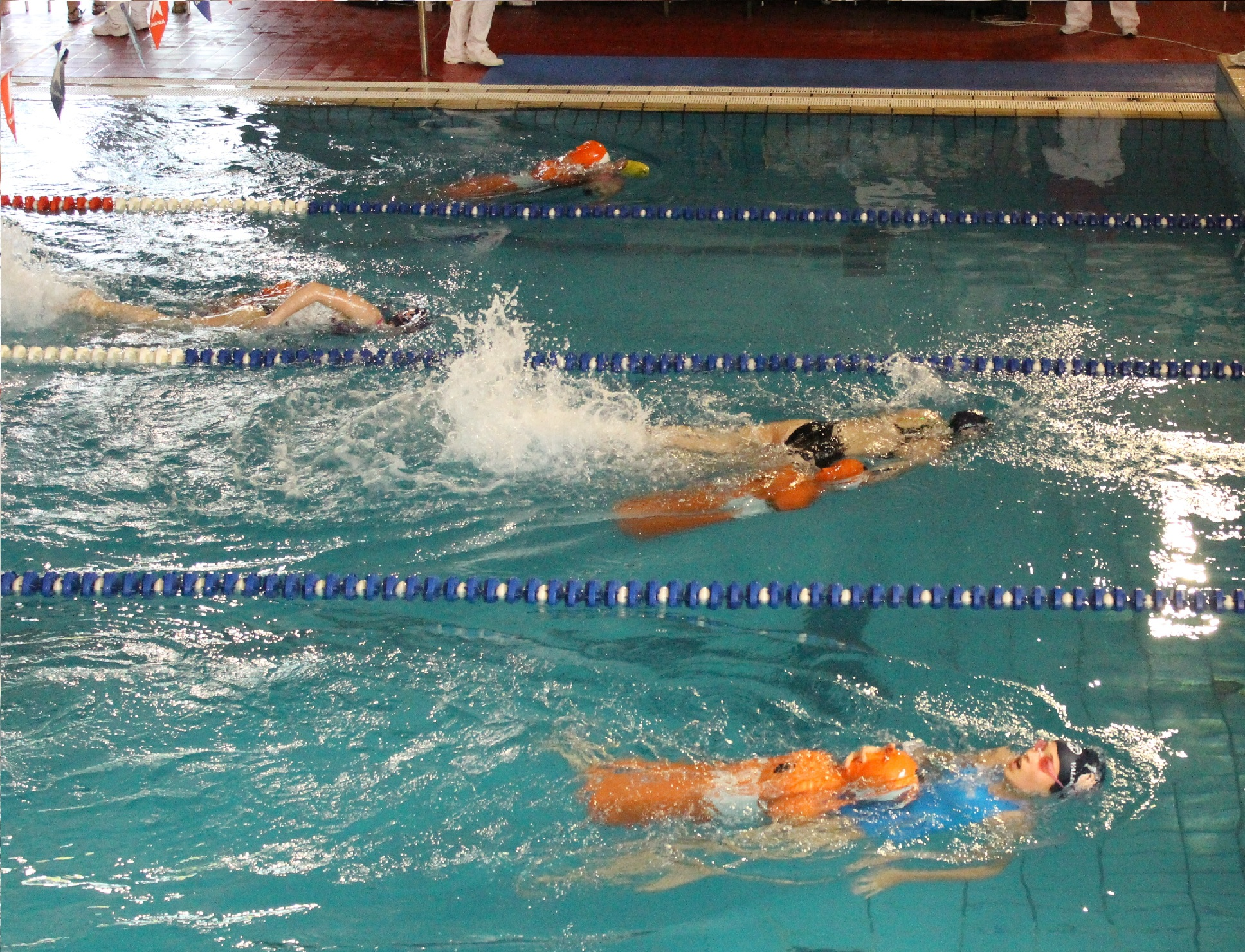
Atlete che trasportano il manichino nei due diversi modi

Il concorrente può scegliere tra due tecniche di trasporto del manichino: a stile libero o sul dorso o a delfino. Per quanto riguarda il trasporto a stile libero, il concorrente deve recuperare all'altezza del collo il manichino che si trova adagiato sul fondo con la parte inferiore poggiata al muro e la testa rivolta verso il concorrente; una volta recuperato, si avrà la possibilità di sistemarlo entro la linea dei 5 m (naturalmente il manichino deve stare sul dorso e leggermente inclinato cosicché la testa rimanga fuori dall'acqua) con una mano mentre muove l'altro braccio come una normale bracciata stile libero e batte i piedi; con questa tecnica è consigliabile respirare meno volte possibili e dalla parte del braccio che si muove. Inoltre secondo i nuovi regolamenti della Federazione Italiana Nuoto approvati il 17/12/2014, trasportare il manichino con la testa immersa non è motivo di squalifica.
A seconda della gara cui si partecipa, il trasporto viene effettuato con addosso le pinne o no. Senza pinne il trasporto del manichino viene effettuato nelle specialità presenti ai world games 50 metri trasporto manichino, 100 metri percorso misto, 200 metri super lifesaver e nella terza frazione della staffetta pool lifesaver; e nelle competizioni non ufficiali approvate dalla federazione italiana nuoto dei 100 metri misto lifesaver e 50 metri trasporto manichino dall'acqua. Il trasporto senza pinne può essere eseguito a stile/delfino o sul dorso muovendo le gambe a rana. Dal 2023 è possibile reggere il manichino in qualsivoglia maniera, purché esso non superi la testa del nuotatore, nei trasporti a stile/delfino, i quali differiscono dal tipo di gambata. Nelle competizioni che prevedono l'uso esclusivo delle pinne come mezzo di supporto per il trasporto del manichino ( le specialità delli world games 100 metri trasporto mamichino pinne e la quarta frazione della staffetta pool lifesaver;  e le competizioni non ufficiali approvate dalla FIN dei 50 metri trasporto manichino con pinne dall'acqua) il trasporto può essere eseguito,esattamente come nel caso citato precedentemente, o a stile/delfino o a dorso; tuttavia il trasporto sul dorso (generalmente effettuato dai bambini) la gambata consiste in una normale gambata sul dorso. Infine esistono competizioni in cui ci si aiuta con un torpedo(tubo speciale di schiuma gialla). Tali specialità sono i 100 metri trasporto manichino, pinne e torpedo e i 200 metri super lifesaver (ufficiali) e la 100 mista lifesaver (non ufficiale). Il trasporto stavolta consiste nel legare il manichino cingendolo col torpedo e poi trascinarlo nuotando a stile libero.

## Gare in piscina

### Individuali
Nuoto con ostacoli (50, 100 o 200 m)

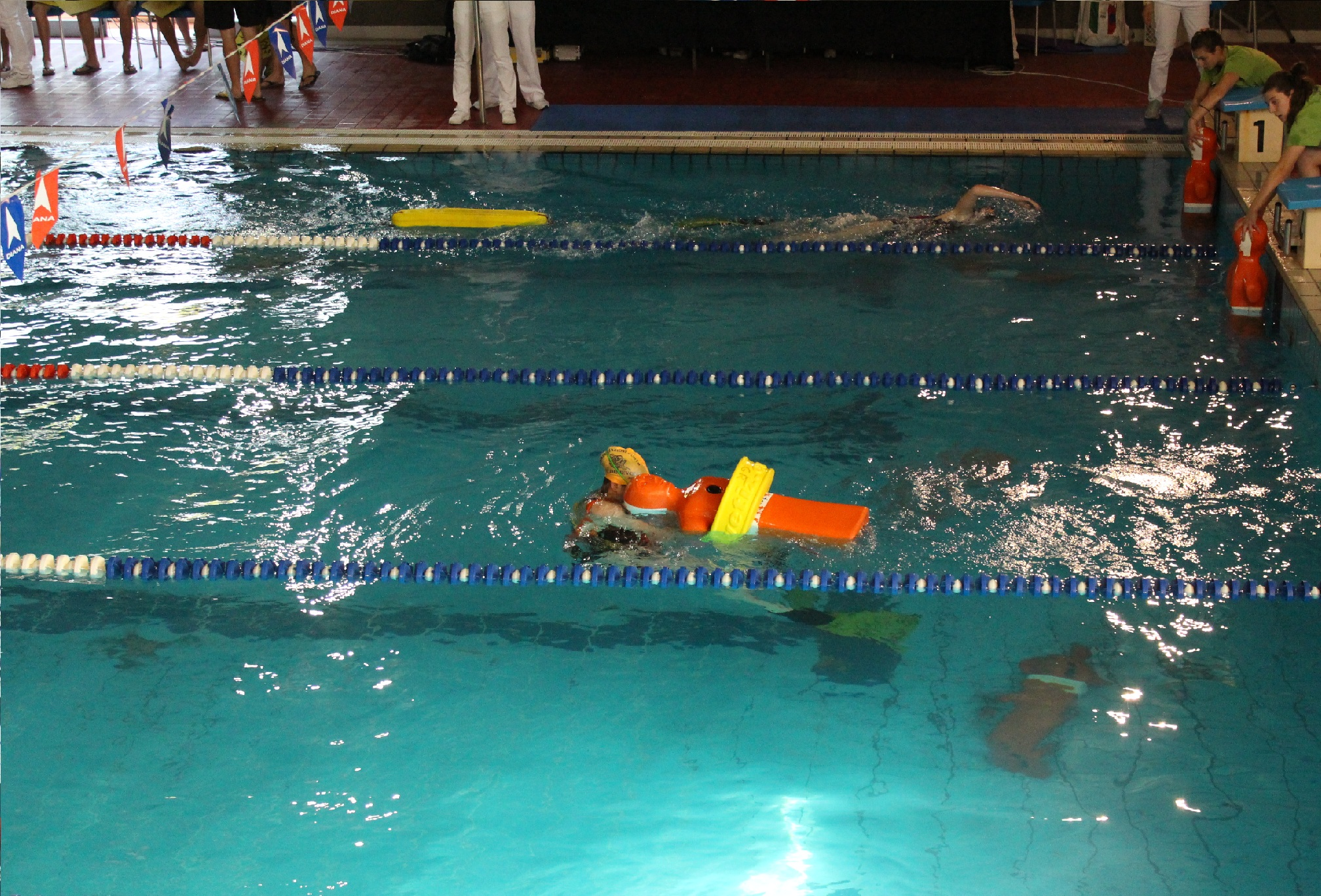
Un'atleta che aggancia il manichino col torpedo durante un Superlifesaver

Al segnale di partenza, i concorrenti si tuffano in acqua e nuotano per la distanza prevista per la categoria d'appartenenza, passando sotto gli ostacoli immersi. La prova termina quando il concorrente tocca la parete d'arrivo. I concorrenti devono emergere dopo il tuffo di partenza, prima del primo ostacolo; dopo esser passato sotto ciascun ostacolo; e dopo la virata prima di sottopassare un ostacolo. I concorrenti possono darsi una spinta sul fondo della piscina quando emergono da ciascun ostacolo. “Emergere” significa che la testa del concorrente rompe il livello della superficie dell'acqua.
Trasporto manichino (50 m)
Al segnale di partenza gli atleti si tuffano e nuotano per 25 m e poi s'immergono per recuperare in superficie un manichino sommerso, entro 5 m dalla linea di recupero. Il concorrente poi trasporta il manichino fino all'arrivo.
Percorso misto manichino (50 o 100 m)
Al segnale di partenza, il concorrente si tuffa in acqua e nuota per la distanza prevista per la categoria d'appartenenza, s'immerge e nuota sott'acqua, verso il manichino (o sacchetto) che è posizionato sul fondo. Il concorrente recupera il manichino entro i 5 m dalla linea di recupero e lo trasporta per la distanza rimanente fino a toccare la parete d'arrivo.
Gli atleti possono respirare durante la virata, ma non dopo che i piedi hanno lasciato la parete di virata e fino a che non riemergono con il manichino. I concorrenti possono spingersi dal fondo della piscina quando riemergono con il manichino.

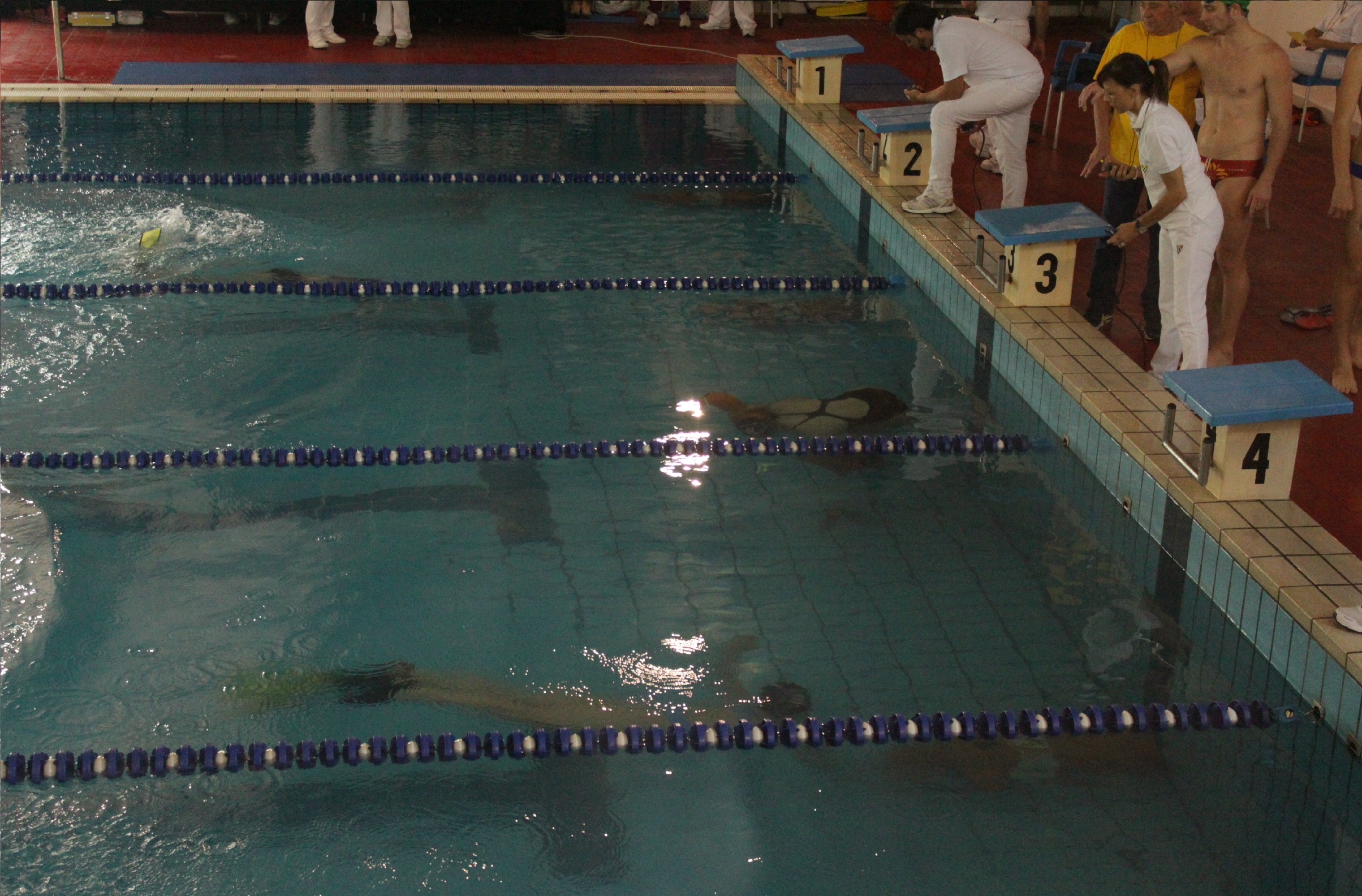
Atleta al momento della presa del manichino dal fondo durante un trasporto manichino con pinne

Trasporto manichino con pinne (100 m)
Al segnale di partenza gli atleti si tuffano e nuotano per 50 m con le pinne, poi recuperano in superficie un manichino sommerso, entro 10 m dalla parete di virata. Il concorrente poi trasporta il manichino fino all'arrivo. I concorrenti, al momento del recupero del manichino, non sono obbligati a toccare la parete di virata della piscina con la mano, ma almeno con le pinne sì. I concorrenti possono spingersi dal fondo della piscina quando riemergono con il manichino.
Trasporto manichino con pinne e torpedo (100 m)
Al segnale di partenza, il concorrente si tuffa in acqua e nuota 50 metri con le pinne ed il torpedo di salvataggio. Dopo aver toccato la parete di virata il concorrente fissa il torpedo di salvataggio attorno al manichino, entro 5 m dalla parete dove era posizionato il manichino, che galleggia in superficie e lo traina fino all'arrivo. La prova termina quando il concorrente tocca la parete d'arrivo.
Superlifesaver (200 m)
Al segnale di partenza, il concorrente si tuffa in acqua e nuota a crawl per 75 m, e poi si immerge a recuperare un manichino sommerso. Il concorrente riporta il manichino in superficie entro la linea dei 5 m e lo trasporta fino alla parete di virata. Il concorrente, al momento del recupero del manichino, se la base è a contatto con la parete, non è obbligato a toccare la parete. Dopo aver toccato la parete di virata, il concorrente lascerà il manichino.
Al passaggio dei 100 m il concorrente, rimanendo in acqua, effettua la vestizione (indossa le pinne ed il torpedo di salvataggio). Dopo aver toccato la parete il concorrente deve fissare il torpedo di salvataggio attorno al manichino riempito solo fino a metà, che galleggia entro 5 m dalla parete, e lo traina fino all'arrivo.
Lancio della corda
In quest'evento a tempo, il concorrente lancia una corda non zavorrata ad un membro della stessa squadra posizionato in acqua ad una distanza approssimativa di 12 m e recupera la "vittima" fino a bordo vasca. Il concorrente in acqua, raggiunto dalla corda, la afferra con le mani e può battere i piedi fino a bordo vasca.
Misto Lifesaving (100 m)

### Staffette
Staffetta con manichino (4 × 25 m)
Quattro concorrenti, a turno, trasportano un manichino per circa 25 m ciascuno.
Il 1º concorrente parte dall'acqua tenendo un manichino con una mano (la bocca ed il naso al di sopra della superficie dell'acqua), e con la mano libera si regge al bordo di partenza, oppure alla maniglia del blocco di partenza (dorso). Al segnale di partenza il concorrente trasporta il manichino per circa 25 m e lo passa al secondo concorrente. In vasca da 50 m, il cambio tra il 1º ed il 2º concorrente deve essere effettuato in zona cambio tra 23 e 27 m; in vasca da 25 m, il 2º concorrente, che deve essere in contatto con la parete almeno con una mano, non può toccare il manichino fino a quando il 1º concorrente non ha toccato la parete d'arrivo.
Il 2º concorrente trasporta il manichino fino a toccare la parete di virata e lo passa al terzo concorrente che si trova a contatto con la parete di virata con almeno una mano. Il terzo concorrente può toccare il manichino solo dopo che il secondo ha toccato la parete di virata.
Il 3º concorrente trasporta il manichino circa per 25 metri e lo passa al quarto concorrente. In vasca da 50 m, il cambio tra il 3º ed il 4º concorrente deve essere effettuato in zona cambio tra 73 e 77 m; in vasca da 25 m il 4º concorrente, che deve essere in contatto con la parete almeno con una mano, non può toccare il manichino fino a quando il 3º concorrente non ha toccato la parete d'arrivo.
Il 4º concorrente completa la prova trasportando il manichino fino a toccare la parete d'arrivo con qualsiasi parte del corpo.
I concorrenti non possono lasciare il manichino fino a quando il concorrente successivo non lo ha afferrato (una mano deve sempre essere in contatto con il manichino).
Staffetta ostacoli (4 × 50 m)
Al segnale di partenza, il primo concorrente si tuffa in acqua e nuota 50 m passando sotto due ostacoli. Dopo che il primo concorrente tocca la parete d'arrivo il secondo, il terzo e il quarto concorrente, uno per volta ripeteranno il percorso.
I concorrenti devono emergere dopo il tuffo di partenza, prima del primo ostacolo, dopo esser passato sotto ciascun ostacolo e dopo la virata prima di sottopassare un ostacolo. "Emergere" significa che la testa del concorrente rompe il livello della superficie dell'acqua.
I concorrenti possono darsi una spinta sul fondo della piscina quando emergono da ciascun ostacolo. Nuotare contro o urtare un ostacolo non comporta squalifica.
Staffetta Mista (4 × 50 m)
Al segnale di partenza il 1º concorrente percorre 50 m senza pinne.
Con un tuffo dopo che il primo concorrente tocca la parete, il secondo nuota per 50 metri con le pinne.
Con un tuffo dopo che il secondo concorrente tocca la parete, il terzo nuota per 50 metri trainando un torpedo. Il terzo concorrente tocca la parete di virata.
Il quarto concorrente è in acqua indossando le pinne con almeno una mano a contatto con la parete di virata. Il quarto concorrente prende i finimenti ed il terzo concorrente assume il ruolo di "vittima", tiene il torpedo con entrambe le mani mentre è trainato per 50 m dal 4º concorrente fino all'arrivo. Sia il quarto sia il terzo concorrente devono partire dalla parete di virata. La vittima deve essere in contatto con il torpedo di salvataggio prima di passare la linea dei 5 metri.
Quando la sommità della testa della vittima è ai 5 metri la sagola deve essere completamente tesa. La prova termina quando il quarto concorrente tocca la parete d'arrivo con la vittima in contatto con il torpedo.
La vittima, mentre è rimorchiata, può aiutare solamente con le gambe; non è permessa alcun'altra assistenza. La vittima deve tenersi al corpo principale del torpedo di salvataggio con entrambe le mani - non sulla corda o sull'anello d'attacco, ma gli è permesso riposizionare le proprie mani durante il traino senza squalifica. Il quarto concorrente deve avere almeno una mano a contatto con la parete di virata, quando il terzo concorrente tocca la parete, il quarto concorrente può spingersi dalla parete con le mani, braccia o piedi.

### Trasporto del sacchetto Esordienti A e B (50 m)
Dopo il segnale di partenza, il concorrente si tuffa in acqua e nuota 25 m; questa fase di gara deve essere effettuata in emersione. Il concorrente quindi s'immerge verso il sacchetto sommerso, lo recupera prendendolo per la zona di presa, lo solleva ed emerge prima che la sommità del proprio capo passi la linea dei 5 m dopo il recupero e lo trasporta tenendolo almeno con una mano nella zona di presa fino all'arrivo.
Se al momento del recupero il sacchetto è a contatto con la parete di virata, il concorrente non è obbligato a toccare la parete.

## Prove oceaniche

### Individuali

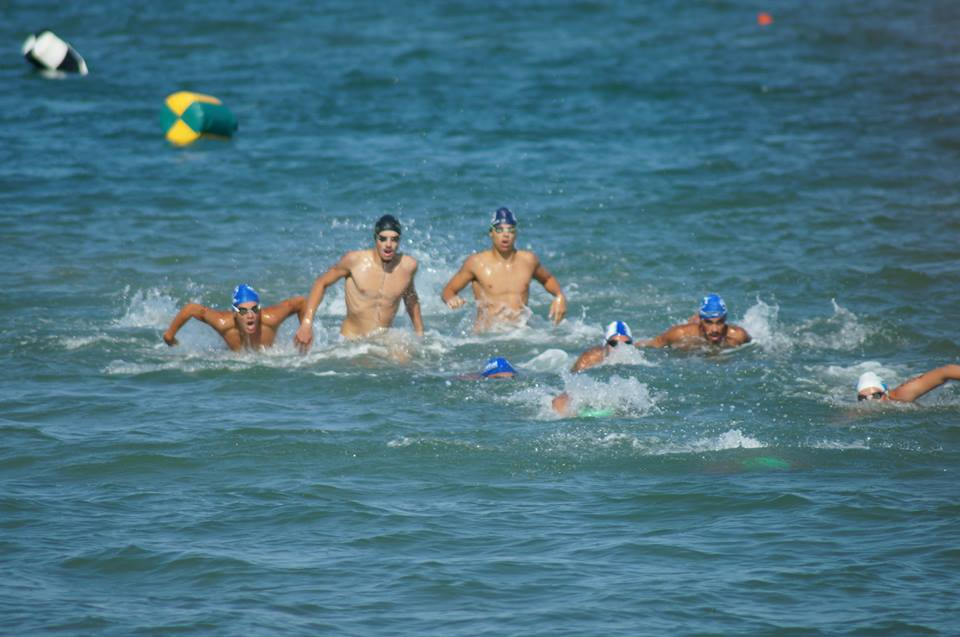
Frazione del nuoto della gara Corsa-Nuoto-Tavola

N.B.: Le prove riportare di seguito sono quelle fatte nel circuito della Federazione Internazionale
"Frangente" o Gara nel frangente 
Gli atleti partono di corsa dalla linea di partenza sulla spiaggia, devono nuotare intorno al percorso segnalato dalle boe, ritornare sulla spiaggia e terminare passando tra le bandierine.
Corsa-Nuoto-Tavola
Gli atleti devono correre dalla linea di partenza, sulla spiaggia, fino ad aggirare una bandiera di virata e entrare in acqua. Essi dovranno nuotare fino alle boe e girarci intorno, ritorneranno a riva e gireranno di nuovo intorno alla bandiera di virata e si dirigeranno verso la propria tavola, per tornare nuovamente in acqua e raggiungere le boe stabilite. La gara termina con il ritorno degli atleti al traguardo sulla spiaggia.
Bandierine sulla spiaggia

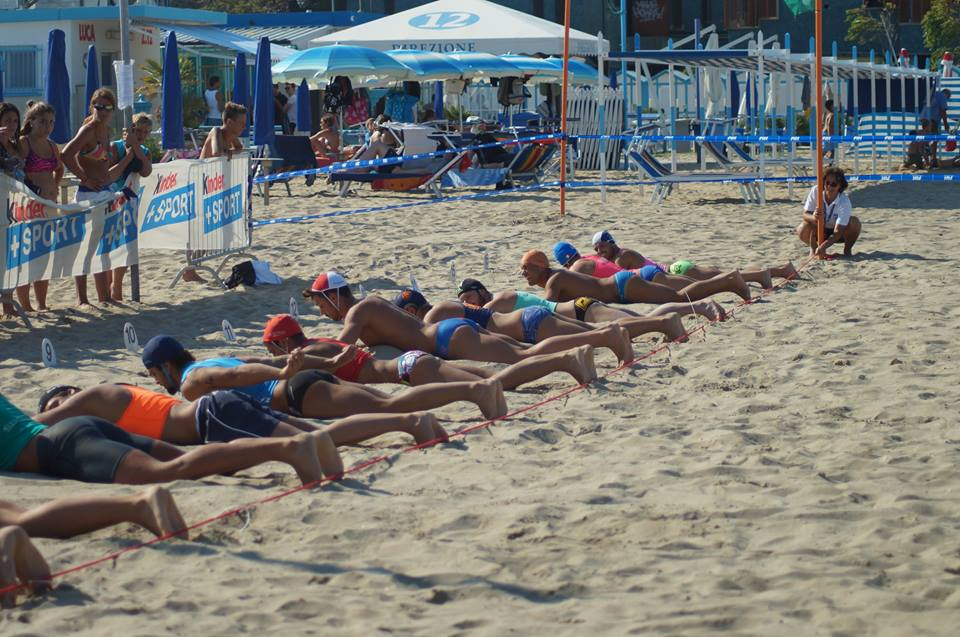
Atleti alla partenza di "Bandierine sulla spiaggia", gara Oceaniche di Riccione

Gli atleti stanno sdraiati proni sulla spiaggia in posizione di partenza. Al "via" devono alzarsi, girarsi e correre per afferrare le bandierine piantate verticalmente nella sabbia a 20m di distanza dalla linea di partenza. Il numero delle bandierine è per ogni alzata inferiore da una a tre rispetto al numero degli atleti; saranno eliminati gli atleti che non riusciranno ad afferrare una delle bandierine. 
Gara con tavola

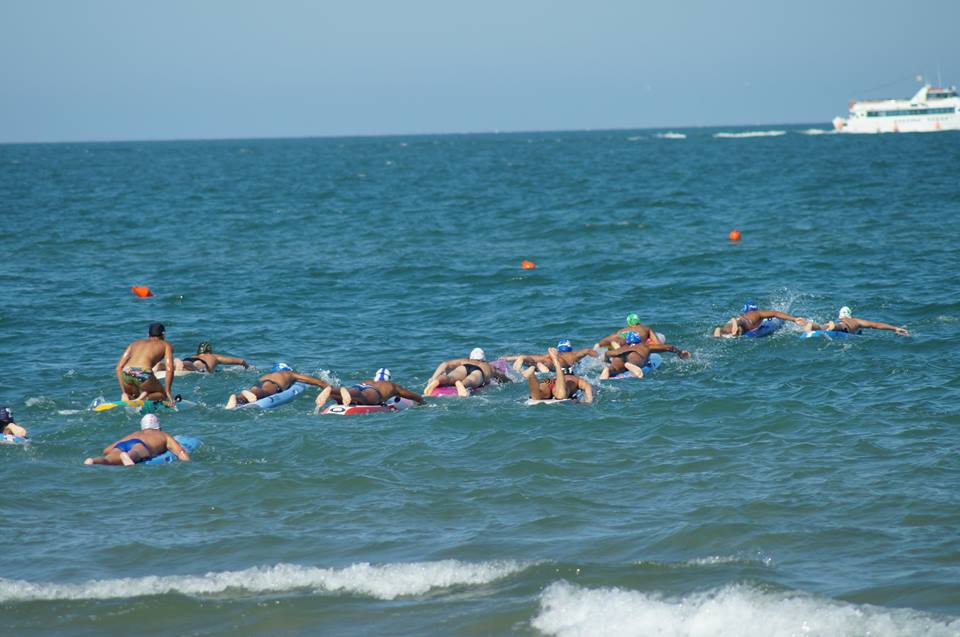
Atleti che nuotano durante la gara delle Oceaniche di Riccione, "gara con tavola"

I concorrenti dovranno stare sulla linea di partenza. Al segnale gli atleti dovranno entrare in acqua con la tavola, e remare con le mani intorno alle boe, ritornare sulla spiaggia, e attraversare la linea del traguardo.
Sprint sulla spiaggia
si tratta di una gara di corsa di 90 metri con la difficoltà delle buche irregolari della spiaggia.
Canoa
Si tratta di completare un percorso andata e ritorno verso il largo aggirando delle boe. Si parte e si arriva in acqua, come una normale gara di canoa. Le canoe sono molto diverse dalle tradizionali, sono completamente aperte e molto difficili da far stare in equilibrio.
Oceanman/woman
Gli atleti dovranno coprire un percorso di m.1200, diviso in una frazione di nuoto, una con la tavola, una con la canoa, e per una frazione di sprint sulla spiaggia. La sequenza delle frazioni sarà sorteggiata all'inizio di ogni gara.
Ironman
Si tratta di fare la gara di canoa, tavola, corsa e nuoto, di fila e senza un ordine preciso. L'ordine è sorteggiato poco prima dell'inizio della gara.

### Staffette
Staffetta con torpedo
La prova è effettuata da quattro persone: una vittima, un nuotatore con il torpedo e due soccorritori. L'atleta vittima nuota fino alla boa, quando la tocca il nuotatore entra in acqua con pinne e torpedo e va a recuperare la vittima; quando si avvicinano alla riva i soccorritori prendono la vittima e la trasportano oltre la linea di arrivo di corsa.
Staffetta sprint sulla spiaggia
Le squadre saranno composte da quattro atleti che gareggeranno in una gara di staffetta su un percorso di 90m lineari su sabbia.
Salvataggio con tavola
Un membro della squadra dovrà nuotare per circa 120m fino alla boa stabilita, segnalare il suo arrivo e aspettare l'arrivo del secondo atleta che lo recupererà caricandolo sulla tavola, remeranno insieme verso la riva e passeranno con la tavola la linea del traguardo posta sulla spiaggia.
Staffetta Ocean
La staffetta è composta da 3 atleti. Il primo frazionista dovrà correre fino al suo compagno di squadra, che partirà dopo essere stato toccato. Il secondo frazionista nuoterà fino alle boe e ritornerà verso la spiaggia dove girerà intorno ad una bandiera posta a riva e toccherà il terzo frazionista, che dovrà raggiungere con la tavola un'altra boa, più distante della precedente e tornare a riva. La gara si conclude quando l'ultimo frazionista oltrepassa la linea d'arrivo posta sulla spiaggia con in mano la tavola.
In un senso più estensivo del termine, si intendono, tutte le attività atte a preservare l'integrità e soccorrere la vita umana in prossimità di un ambiente acquatico, con opportune tecniche attuabili da un assistente bagnanti oppure un bagnino di salvataggio.